# Antonio Delfín Madrigal
Teniente Coronel Antonio Delfín Madrigal (1824–1889) fue un militar y diputado de la República Dominicana. Es conocido por haber presentado el 11 de mayo de 1867 la moción que, tras ser aprobada por el Congreso, proclamó al presidente mexicano Benito Juárez «Benemérito de la América».

## Biografía
Madrigal nació en diciembre de 1824 en Caracas (Gran Colombia), era hijo de crianza de Juana Nepomucena Madrigal González (hija de Francisco Madrigal y de Beatriz González) y de José Ignacio Mauri (hijo de Juan Bautista Mauri Pini y María), dominicanos que huyeron a Venezuela por la invasión haitiana de 1801. Se casó en 1857 con Felicia Ramírez de Arellano Pereda.
El presidente gral. Pedro Antonio Pimentel designó al coronel Madrigal como subsecretario (viceministro) de Guerra y Marina tras el pronunciamiento del 4 de agosto de 1865, sin embargo, dicho gobierno es derrocado por el general José María Cabral.

## Honores y reconocimientos
Una avenida al sur de la Ciudad de México fue nombrada en su nombre, dicha avenida conecta directamente a la Ciudad Universitaria de la Universidad Nacional Autónoma de México con otras avenidas importantes de la ciudad.